# Liber Ignium
El Liber ignium ad comburendos hostes (que es podria traduir com «Llibre del foc per cremar els enemics») és una col·lecció medieval de receptes per armes incendiàries, incloent la pólvora i el foc grec. Són unes sis fulles, escrites en llatí i atribuïdes a un tal Marcus Graecus («Marc el grec»), l'existència del qual és dubtosa. El treball ha estat sotmès a nombrosos estudis acadèmics, i amb conclusions contradictòries pel que fa al seu origen i a la influència sobre els seus contemporanis.
Un dels estudis més influents del Liber Ignium va ser conduït per Marcellin Berthelot; i és encara citat als treballs actuals sobre el tema dels segles xx i xxi.

## Continguts
El Liber Ignium és una col·lecció de 35 receptes sense cap mena de classificació interna, com era típic a les llistes de «receptes secretes» de l'època. D'aquests, catorze estan relacionats amb la guerra, onze amb lluminàries i llums, sis amb la prevenció i el tractament de cremades, i quatre amb la preparació de productes químics, principalment del salnitre En diferents estudis s'ha trobat que algunes de les receptes són totalment inútils.
La recepta no.14 conté consells per a la recol·lecció i el processament del salnitre. En la interpretació de Berthelot, que diu: "salnitre és un mineral de la terra, i es troba com eflorescències en les pedres Aquesta terra es dissol en aigua, després es purifica i es fa passar a través d'un filtre d'ebullició Es bull durant un dia i una nit… i solidificat, de manera que les plaques transparents de la sal es troben a la part inferior del recipient. A part d'aixó, hi ha quatre receptes (nos. 12, 13, 32, i 33) que descriuen mescles semblants a pólvora.

## Orígens i influència en coetanis
L'origen grec medieval premil·lenari del text ha estat rebutjat pels estudiosos, que el daten a la darreria finals del segle xii fins a més tard el 1225. L'estudi del text ha suggerit que va ser traduït originalment de l'àrab, possiblement per una persona de l'Espanya àrab.
La influència que el Liber Ignium va tenir sobre Roger Bacon i Albertus Magnus ha estat objecte de debat. Els primers estudiosos com el científic del segle xviii Johann Beckmann creien que els dos personatges l'havien llegit i citat, però d'altres diuen que els tres estan basats en una font comuna. Iqtidar Alam Khan va escriure que mentre que els continguts del Liber Ignium es poden rastrejar fins als textos àrabs i xinesos, el treball de Bacon sembla representar una tradició paral·lela, sobretot perquè les fórmules desencriptades dels texts de Bacon contenen considerablement menys nitrat.